# Scaramouche (film 1923)

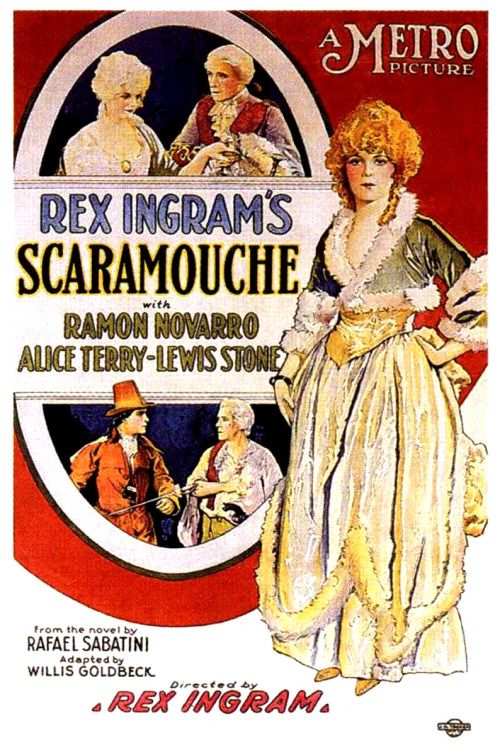
Poster pubblicitario del film

Scaramouche è un film muto del 1924 diretto da Rex Ingram.

## Trama
Studente di legge, André-Louis Moreau giura di vendicarsi di tutti i nobili dopo la morte del suo più caro amico, Philippe, ucciso in un duello dal marchese de la Tour. Scoprirà poi - dopo aver lasciato la sua casa ed essersi unito a un gruppo di commedianti - di essere un nobile anche lui, figlio di de la Tour e di una contessa. Nella Parigi in subbuglio durante la Rivoluzione francese, André-Louis supplica i rivoltosi di far uscire dalla città la carrozza della madre ritrovata, mentre il marchese finisce i suoi giorni linciato dalla folla.

## Produzione
Il film fu prodotto dalla Metro Pictures Corporation con un budget stimato di 858.723 dollari.

## Distribuzione
Distribuito dalla Metro Pictures Corporation, fu presentato in prima a Washington il 15 settembre 1923 e a New York il 30 settembre.
In una versione di 123 minuti, il film è stato distribuito in DVD (NTSC) dalla Warner Home Video il 24 marzo 2009. L'accompagnamento musicale in Dolby Digital 2.0 è di Jeffrey Mark Silverman.